# Gäddsjön (Åsele socken, Lappland, 710527-158673)
Gäddsjön är en sjö i Åsele kommun i Lappland och ingår i Ångermanälvens huvudavrinningsområde. Sjön har en area på 0,0594 kvadratkilometer och ligger 343,5 meter över havet.

## Delavrinningsområde
Gäddsjön ingår i det delavrinningsområde (710503-158748) som SMHI kallar för Inloppet i Kvarnsjön. Medelhöjden är 347 meter över havet och ytan är 5,74 kvadratkilometer. Räknas de 14 avrinningsområdena uppströms in blir den ackumulerade arean 102,16 kvadratkilometer. Kvällån som avvattnar avrinningsområdet har biflödesordning 2, vilket innebär att vattnet flödar genom totalt 2 vattendrag innan det når havet efter 217 kilometer. Avrinningsområdet består mestadels av skog (46 procent) och sankmarker (52 procent). Avrinningsområdet har 0,06 kvadratkilometer vattenytor vilket ger det en sjöprocent på 1 procent.